# John Child Meredith
John Child Meredith Ltd. war ein britischer Hersteller von Automobilen.

## Unternehmensgeschichte
Das Unternehmen hatte seinen Sitz an der Summer Lane 395 in Birmingham. Es stellte ab spätestens 1901 Zubehör wie Zündapparaturen her. 1902 begann die Produktion von Automobilen. Die Markennamen lauteten Abingdon und Meredith. 1903 endete die Automobilproduktion. Die Verbindung zu Abingdon Works, die zwischen 1922 und 1923 in Tyseley bei Birmingham Automobile herstellte, ist unklar.

## Fahrzeuge
Das erste Modell Abingdon 3 ½ HP war eine Voiturette. Ein Einzylindermotor trieb über eine Kette die Hinterachse an. Das Getriebe hatte zwei Gänge. Der Vertrieb erfolgte durch Coxeter & Sons aus Abingdon.
Der Meredith 9 HP hatte einen Zweizylindermotor. Die Karosserieform Tonneau bot Platz für vier Personen.